# Руге, Арнольд
Арнольд Руге (13 сентября 1802, Берген-на-Рюгене — 31 декабря 1880, Брайтон) — немецкий прозаик и философ

.

## Биография
Руге был сыном управляющего имением Кристофа Арнольда Руге и его жены Катарины Софии Вилкен. После успешного окончания школы в 1821 году в Штральзунде, Руге поступил в Университет Галле и начал изучать философию. В 1822 году Руге перешёл в Йенский Университет и учился там до 1823 года. Затем он перешёл в Гейдельбергский университет, где был арестован, а затем весной 1824 осуждён как «член тайного запрещенного союза». Руге был ключевым членом тайного «Союза молодых», раскрытого властями в начале 1824 года.
После годового следствия в 1826 году Руге был приговорён верховным судом земли Бреслау к 15-летнему заключению в крепости Кольберг. Он находился там в заключении вплоть до помилования королём весной 1830 года.
Уже во время предварительного заключения Руге активно изучал усердно классиков древности, переведенного Феокрита, Эсхила и Софокла в оригинальном стихотворном размере, прочие тексты в стиле Жана Пауля, подражающие английским юмористам.
После освобождения в 1830 году Руге получил должность преподавателя и уже на следующий год он смог защитить докторскую диссертацию по «Платоновской эстетике».
До 1836 года он работал приват-доцентом. В 1832 году сочетался браком с Луизой Дюффер, которая вскоре родила сына, Роберта (1834). Вскоре после рождения сына Луиза Дюффер умерла, и Руге женился конце того же года во второй раз на Агнессе Вильгельмине Ниче. В этом браке родились 2 дочери, Хедвига (1837) и Франсиска (1849) и сын Арнольд (1843).
Руге писал статьи и печатался в «Листках литературной беседы». Он выступал за свободу печати, за установление народного суверенитета и др. и вскоре стал одним из активных младогегельянцев.
К этому же времени относится знакомство Руге с Э. Эхтермейером, совместно с которым он в январе 1838 года основал «Галльский ежегодник немецкой науки и искусства». Ежегодник довольно быстро стал важным критическим органом младогегельянцев. Известнейшими его сотрудниками были, среди прочих, Людвиг Фейербах, Давид Фридрих Штраус, Герман Франк и братья Гримм.
Весной 1841 года прусское правительство начало подвергать цензуре и запрещать «Ежегодник» из-за его либеральной линии, и Руге был вынужден перенести редакцию из Галле в Дрезден и изменить название на «Немецкий ежегодник науки и искусства». Тем не менее, министр внутренних дел доктор Иоганн Пауль фон Фалькенштайн лишил также и этот журнал лицензии. Затем Руге осел в Швейцарии, что позволило «Ежегоднику» выходить в свет там.
В 1843 году Руге переехал в Париж, где он очень интересовался вопросами социализма, а также познакомился с Карлом Марксом. Вместе с ним он издавал сначала «Немецко-французские ежегодники». В 1844 году он стал сотрудничать с Марксом в новом журнале — «Форвэртс!» Однако уже зимой того же года Руге расстался с Марксом, так как они не смогли договориться об общей политической линии журнала. Руге отказался от коммунизма и выступал за буржуазно-демократическую республику. Маркс критиковал Руге.
Начиная с сентября 1846 года Руге жил и действовал в Цюрихе, где он очень тесно сотрудничал с Юлием Фрёбелем. При его содействии были опубликованы «Письма Юниуса» («Юниус» — псевдоним Фрёбеля). В Цюрихе Руге также заложил фундамент собственному изданию сочинений, которые позднее были опубликованы в Маннгейме.
Весной 1847 года Руге возвратился в Германию, поселился в Лейпциге и стал работать книготорговецем. Его книжному магазину принадлежало также небольшое издательство, которое под руководством Руге опубликовывало тексты по текущим политическим событиям. Как одну из важнейших книг можно назвать « Академия - философская книга карманного формата», которая появилась в 1848 году. Прочими авторами этого издательства был Густав Фрейтаг, Юлий Фрёбель, Фридрих Герштеккер, Фридрих Хеббель, Георг Гервег, Мориц Хартманн и Людвиг Зегер.
Дружба с Людвигом Фейербахом быстро стала для Руге определяющей в его политической установке. В 1848 году Руге приветствовал Февральскую революцию во Франции и желал такого же политического преобразования для Германии. Чтобы иметь базу для пропаганды своих требований, Руге основал журнал «Реформа», который стал с самого начала рупором немецкой демократии.
После начала мартовской революции 1848 он был выбран от Бреслау во Франкфуртское национальное собрание, где он занимал место крайних левых, однако, быстро показал себя непрактичным доктринёром.
На этой должности он не смог продвинуться; достойно упоминания разве что требование самоопределения Польши и Италии на заседании от 29 июля 1848 года. Вскоре Руге политически разочаровался и уехал в Берлин. Вследствие этого он был объявлен национальным собранием как выбывший.
В Берлине он стал членом Демократического союза и в октябре 1848 года участвовал в разработке предвыборной программы Радикально-Демократической Партии Германии. В то же время, в октябре 1848, он присутствовал на демократичном конгрессе в Берлине, чтобы приподнять свою газету «Реформа» до органа демократии. Однако, наступившее осадное положение привело к закрытию газеты и Руге был вынужден 21 января 1849 года покинуть Берлин.
Руге возвратился в Лейпциг и принял там активное участие в мартовских революционных событиях. После их подавления Руге был объявлен в розыск и вместе со своей семьей бежал через Брюссель в Брайтон.
Оттуда его забрал в Лондон Джузеппе Мадзини. Руге, Мадзини, Лайош Кошут и Александр Ледрю-Роллен начали работать над созданием новой буржуазно-демократической оппозиции. Этот «Европейский Комитет» имел целью создание общеевропейской республики.
С 1866 года Руге начал все больше отдаляться от этой политической установки и все более склонялся к политике Отто фон Бисмарка. В Битве при Садовой 3 июля 1866 года Руге видел по собственному заявлению «начало прусского будущего Европы». По личному распоряжению рейхсканцлера Отто фон Бисмарка с 1877 года Руге было назначено ежегодное почётное денежное довольствие 3000 имперских марок за заслуги перед прусской политикой.
В возрасте более чем 78 лет Арнольд Руге умер 31 декабря 1880 в Брайтоне. Там он был похоронен.
Большая часть его наследия находится в распоряжении Международном институте социальной истории (Internationaal Instituut voor Sociale Geschiedenis) в Амстердаме.

## Книги
- Acht Reden über Religion. — Berlin, 1875.
- Aufruf zur Einheit. — Berlin, 1866.
- Aus früherer Zeit. Autobiographie. — Berlin, 1863-67. (4 Bde.)
- Bianca della Rocca. Historische Erzählung. — Berlin, 1869.
- Briefwechsel und Tagebuchblätter aus den Jahren 1825—1880. — Berlin, 1885-86. (2 Bde.)
- Geschichte unsrer Zeit seit den Freiheitskriegen. — Leipzig, 1881.
- Juniusbriefe. — Leipzig, 1867.
- Der Krieg. — Berlin, 1867.
- Die Loge des Humanismus. — Leipzig, 1851.
- Manifest an die deutsche Nation. — Hamburg, 1866.
- Die neue Welt. Trauerspiel. — Leipzig, 1856.
- Novellen aus Frankreich und der Schweiz. — Leipzig, 1848.
- Der Novellist. — Stralsund, 1839.
- Revolutionsnovellen. — Leipzig, 1850.
- Schill und die Seinen. Trauerspiel. — Stralsund, 1830.
- Unser System. — Leipzig, 1850.
- Zwei Doppelromane in dramatischer Form. — Berlin, 1865.
- Zwei Jahre in Paris. — Leipzig, 1846. (2 Bde.)